# Ulla
För andra betydelser, se Ulla (olika betydelser).

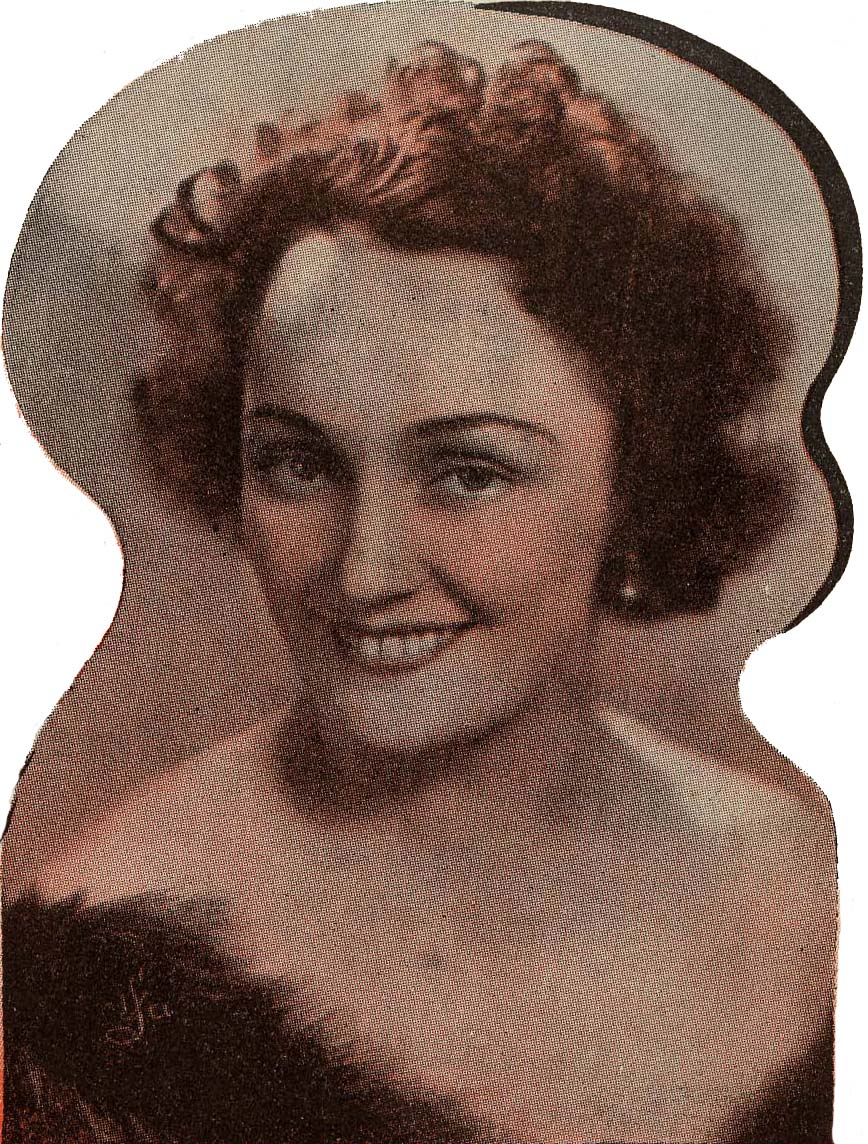
Ulla Billquist, 1941.

Kvinnonamnet Ulla är en kortform av Ulrika, den feminina formen av Ulrik som är av tyskt ursprung och är sammansatt av två ord som betyder 'arvegods' och 'mäktig'. Ulla kan också ses som en smekform av Ursula.
Det äldsta svenska belägget är från år 1771.
Ulla var ett modenamn och ett av de vanligaste namnen på 30- och 40-talen, men har blivit ovanligt de senaste decennierna. Den 31 december 2011 fanns totalt 61 043 personer i Sverige med namnet Ulla, varav 40 372 med det som tilltalsnamn. År 2003 fick 55 flickor namnet, varav 2 som tilltalsnamn.
Namnsdag i Sverige: 4 juli (sedan 1986) tillsammans med Ulrika. I den finlandssvenska namnsdagslängden har Ulla namnsdag 4 juli sedan starten 1929, då en egen namnsdagskalender togs i bruk för finlandssvenskar.

## Personer med namnet Ulla
- Ulla Adlerfelt, konstnär
- Ulla Andersson (musiker), sångerska
- Ulla Andersson (politiker)
- Ulla Billquist, sångerska
- Ulla Christenson, sångerska
- Ulla-Bella Fridh, skådespelerska
- Ulla Hallin, sångerska
- Ulla Hoffmann, politiker
- Ulla Håkansson, dressyrryttarinna
- Ulla von Höpken, en av De tre gracerna
- Ulla Isaksson, författare
- Ulla Jacobsson, skådespelare
- Ulla Jones, designer
- Ulla Lindström, politiker (S), statsråd
- Ulla Lindström, gymnast
- Ulla Löfgren, politiker
- Ulla Manns, professor
- Ulla Roxby, sångerska
- Ulla Sallert, sångerska
- Ulla Schumacher-Percy, konstnär
- Ulla Sjöblom, sångerska, skådespelerska
- Ulla Skoog, komiker
- Ulla Tillander, politiker (C), statsråd
- Ulla Trenter, författare
- Ulla Wester, politiker
- Ulla-Britt Wieslander, friidrottare

## Fiktiva
- Ulla-Bella
- Ulla Winblad